# Max Stedman
Maximilian „Max“ George Stedman (* 22. März 1996 in Crowthorne) ist ein ehemaliger britischer Radrennfahrer.

## Sportlicher Werdegang
2016 wurde Stedman Mitglied im neu gegründeten Pedal Heaven Race Team. Nachdem dieses bereits nach einer Saison wieder aufgelöst worden war, wechselte er zum damaligen Team BIKE Channel Canyon. Für das Team gewann er 2017 und 2018 jeweils eine Etappe und die Gesamtwertung der Tour of Quanzhou Bay, 2020 entschied er die Gesamtwertung der Tour of Antalya für sich.
Im September 2020 stellte Stedman am Crowcombe Hill in Somerset mit 8848 Höhenmetern, die dem Mount Everest entsprechen, in 7:32 Stunden einen neuen britischen Everesting-Rekord auf, den damaligen Weltrekord von Ronan McLaughlin verfehlte er um 28 Minuten. Bei einem neuen Versuch im Oktober 2021 musste er aufgeben.
Zur Saison 2022 wechselte Stedman nach Italien und wurde Mitglied im Team MG.K Vis Colors For Peace VPM, jedoch kehrte er bereits nach einer Saison zu seinem bisherigen Team zurück. Nachdem sein Team im März 2023 den Betrieb einstellte, ging er übergangsweise zum britischen Velo Schils Interbike Racing Team, für das er die erste Etappe und Gesamtwertung der Tour of Albania gewann. Im Juli 2023 wurde er Mitglied im türkischen Continental Team Beykoz Belediyesi Spor Kulübü, für das er mehrere Siege bei türkischen Rennen der UCI Europe Tour errang.
Nach der Saison 2024 beendete Stedman im Alter von 28 Jahren seine Karriere als Radrennfahrer.

## Erfolge
2017
- Gesamtwertung und eine Etappe Tour of Quanzhou Bay

2018
- Gesamtwertung, eine Etappe und Bergwertung Tour of Quanzhou Bay

2020
- Gesamtwertung Tour of Antalya

2023
- Gesamtwertung und eine Etappe Tour of Albania
- Mannschaftszeitfahren Tour de Maurice
- Grand Prix Erciyes
- Gesamtwertung und zwei Etappen Tour of Yiğido
- Bergwertung Tour of Istanbul

2024
- Grand Prix Altınkale